# Orphée Meneghini
Orphée Meneghini (ou Ménéghini selon les sources) est un coureur cycliste français, né le 28 juin 1934 à Paris. Il devient professionnel en 1958 et le reste jusqu'en 1962. 

## Palmarès

### Palmarès amateur
- 1953
  - 2e de Paris-Fontenailles
- 1954
  - 2e de la Route de France
  - 2e de Paris-Verneuil
  - 3e de Paris-Briare
- 1955
  - Paris-Mantes
- 1956
  -  Champion de France des sociétés
  - 2e de Paris-Forges-les-Eaux
  - 2e de Paris-Dieppe
  - 3e du Grand Prix de France
- 1957
  -  Champion de France des sociétés

### Palmarès professionnel
- 1958
  - 2ea étape du Grand Prix Marvan (contre-la-montre par équipes)
- 1959
  - 2e de Paris-Camembert
  - 2e de Paris-Valenciennes
- 1960
  - 2e du Tour de Corrèze

## Résultats sur le Tour de France
1 participation
- 1959 : abandon (19e étape)